# قرار مجلس الأمن التابع للأمم المتحدة رقم 55
قرار مجلس الأمن التابع للأمم المتحدة رقم 55، الذي اعتمد في 29 يوليو 1948، وبعد تلقي تقرير من لجنة المساعي الحميدة عن طريق مسدود في المفاوضات السياسية والتجارية في إندونيسيا، ودعا المجلس حكومات هولندا وجمهورية إندونيسيا للحفاظ على التقيد الصارم بالعناصر العسكرية والاقتصادية لاتفاقية رينفيل وتنفيذ مبادئها السياسية الإثني عشر بشكل مبكر وكامل.
اعتمد القرار بأغلبية تسعة أصوات. امتنعت أوكرانيا والاتحاد السوفياتي.